# Diplotoxa dalmatina
Diplotoxa dalmatina är en tvåvingeart som beskrevs av Gabriel Strobl 1900. Diplotoxa dalmatina ingår i släktet Diplotoxa och familjen fritflugor. Inga underarter finns listade i Catalogue of Life.